# Bastuholmen, Nagu
Bastuholmen, finska: Saunasaari, är en ö nära Själö i Nagu,  Finland. Den ligger i Skärgårdshavet i Pargas stad i den ekonomiska regionen  Åboland i landskapet Egentliga Finland, i den sydvästra delen av landet. Ön ligger omkring 1 kilometer öster om Själö, 7 kilometer nordost om Nagu kyrka, 27 kilometer sydväst om Åbo och omkring 160 kilometer väster om Helsingfors. Närmaste allmänna förbindelse är förbindelsebryggan vid Själö som trafikeras av M/S Falkö och M/S Östern.
Öns area är 2,1 hektar och dess största längd är 220 meter i öst-västlig riktning.